# Al-Mughammas
Al-Mughammas (àrab: المغمس, al-Muḡammas) és una vall prop de la Meca, actualment a l'Aràbia Saudita, a poca distància de la carretera de Taïf. És citada especialment en la poesia àrab antiga, ja que es creia que hi havia la tomba d'Abu-Righal.
La lectura del nom no és del tot segura. Tot i que la forma al-Mughammas sembla la més plausible, també podria llegir-se com al-Maghammas o al-Mughammis.